# Вашингтон Тауншип (округ Лігай, Пенсільванія)
Вашингтон Тауншип (англ. Washington Township) — селище (англ. township) в США, в окрузі Лігай штату Пенсільванія. Населення — 6551 особа (2020).

## Демографія
Згідно з переписом 2010 року, у селищі мешкали 6624 особи в 2650 домогосподарствах у складі 1933 родин. Було 2755 помешкань
Расовий склад населення:
| - 98,0 % — білих - 0,4 % — чорних або афроамериканців - 0,4 % — азіатів - 0,2 % — корінних американців |

До двох чи більше рас належало 0,5 %. Частка іспаномовних становила 1,8 % від усіх жителів.
За віковим діапазоном населення розподілялося таким чином: 19,5 % — особи молодші 18 років, 65,8 % — особи у віці 18—64 років, 14,7 % — особи у віці 65 років та старші. Медіана віку мешканця становила 45,3 року. На 100 осіб жіночої статі у селищі припадало 102,9 чоловіків;  на 100 жінок у віці від 18 років та старших — 99,9 чоловіків також старших 18 років.
Середній дохід на одне домашнє господарство  становив 68 984 долари США (медіана — 63 785), а середній дохід на одну сім'ю — 79 926 доларів (медіана — 73 575). Медіана доходів становила 53 519 доларів для чоловіків та 39 778 доларів для жінок. За межею бідності перебувало 7,0 % осіб, у тому числі 7,4 % дітей у віці до 18 років та 6,9 % осіб у віці 65 років та старших.
Цивільне працевлаштоване населення становило 3558 осіб. Основні галузі зайнятості: освіта, охорона здоров'я та соціальна допомога — 20,5 %, виробництво — 13,6 %, роздрібна торгівля — 12,9 %, науковці, спеціалісти, менеджери — 12,5 %.